# Baheb el cima
Baheb el cima é um filme de drama egípcio de 2004 dirigido e escrito por Osama Fawzy. Foi selecionado como representante do Egito à edição do Oscar 2005, organizada pela Academia de Artes e Ciências Cinematográficas.

## Elenco
- Laila Eloui
- Mahmood Hemaidah
- Menna Shalabi